# UNCHAIN
UNCHAIN（アンチェイン）は、1996年に結成された京都府京丹後市出身の日本の3人組ロックバンドである。

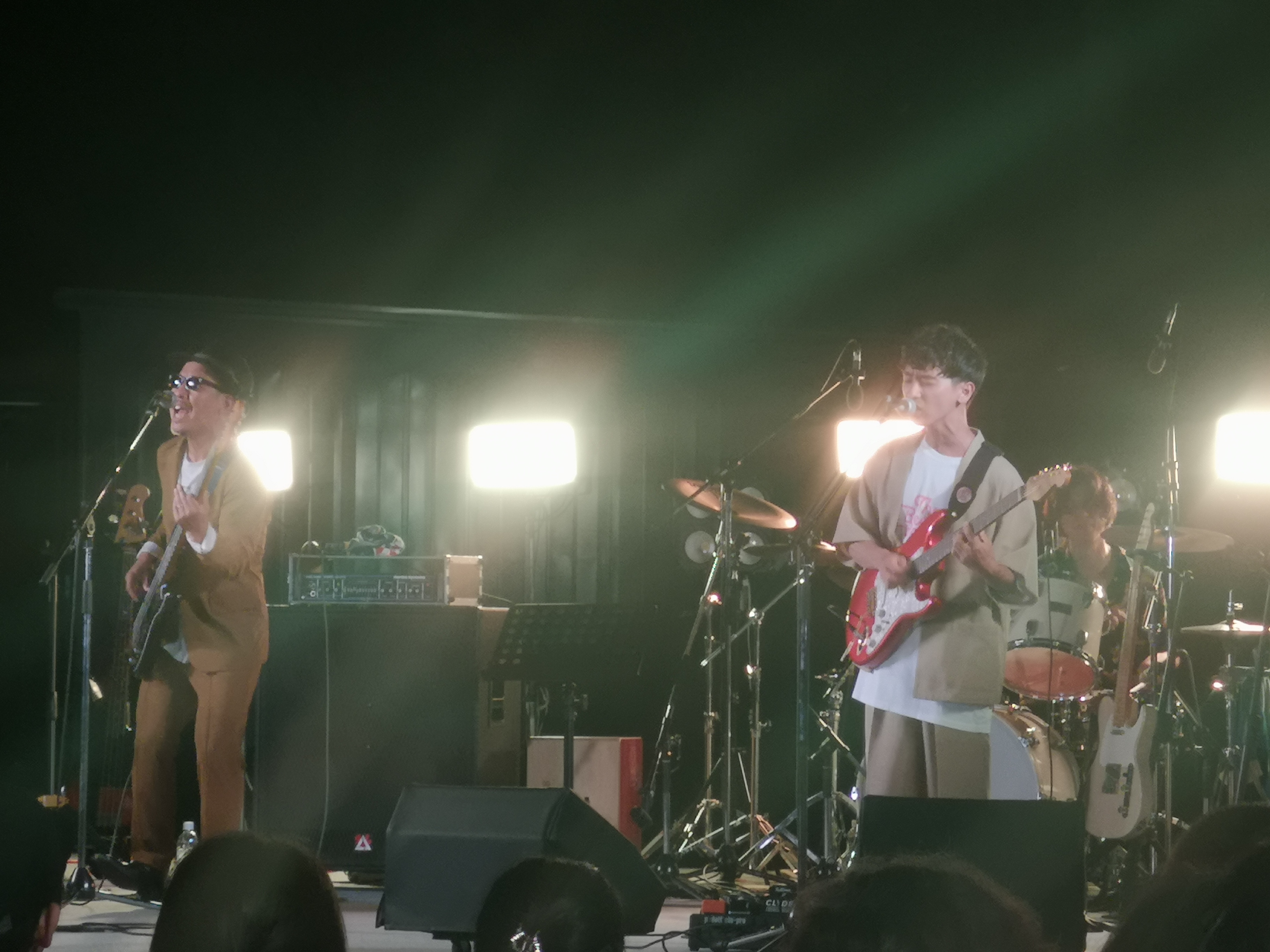
2023年8月

所属レコード会社は日本クラウン、所属事務所はVIRUSOUL inc.。

## 概要
- ジャズやソウルミュージックなどを融合させたミクスチャー・ロックサウンドが特徴。当初歌詞は全編英語詞で書かれていたが、2008年に発表したシングル『Across The Sky』以降は、よりダイレクトにメッセージを伝えるために日本語詞による楽曲も発表されている。
- ボーカル・ギター谷川正憲の歌唱力に定評があり、2023年10月1日に放映されたテレビ朝日系「関ジャム 完全燃SHOW」の「あのバンドのボーカルがスゴい！」特集ではSHISHAMOの宮崎朝子が谷川を紹介。「バンドマンの中で最も歌が上手いと思うボーカリスト」「圧倒的な歌唱力・表現力で数えきれないくらいの魅力が同居した、これぞ完璧なボーカル」と評した。
- オリジナル曲のほか、他アーティストの作品をカヴァーした楽曲も多くリリースしており、ライブでは音源化されていないカヴァー曲が披露されることも多い。
- バンド名は谷川の後輩の発案によるもので、グラップラー刃牙の登場人物「ミスター・アンチェイン（ビスケット・オリバ）」､プロボクサーの「アンチェイン梶」、レイ・チャールズの曲名「Unchain My Heart」と、複数の由来がある。デビュー前は「Forest」「Mosh King」というバンド名でも活動していた。[1]
- 佐藤の在籍時には、谷川と佐藤の2名による「HANCHAIN（半チェイン）」という派生ユニットが存在していた。ユニット名は4人編成であるUNCHAINの半分の人数で構成されていることに由来する。
- ライブ時の登場SEは久石譲「KIDS RETURN」。初期のライブではDavid Pastorius & Local 518「The Chase」が使用されていた。

## 略歴
- 1996年（平成8年）、中学の同級生であった谷川、谷、吉田の3人で結成。

- 2004年（平成16年）、1年後輩の佐藤が加入し4人編成となる。後に活動の拠点を大阪に移し、地道なライブ活動を展開する。

- 2005年（平成17年）、ミニアルバム『the space of the sense』を発表しインディーズデビュー。同年10月に「MINAMI WHEEL 2005」に初出演。

- 2007年（平成19年）、ミニアルバム『departure』でavex内のレーベルfluctusよりメジャーデビュー。

- 2011年（平成23年）リリースのアルバム『SUNDOGS』よりavexを離れ、自主レーベルSTYLE_MISSILE recordsへ移籍。
レーベル名の「STYLE_MISSILE」には「スタイルを壊し続ける。すなわち、変わり続ける。それこそがスタイルだ。」という声明が込められており[2]、『SUNDOGS』には同名の楽曲も収録されている。

- 2015年（平成27年）、カヴァーアルバム『Love & Groove Delivery Vol.3』で日本クラウン内のレーベルCROWN STONESより再メジャーデビュー。同年に個人事務所VIRUSOUL inc.を発足。
事務所名の「VIRUSOUL」はウイルス（VIRUS）とソウル（SOUL）をかけ合わせた造語で、2012年より主催するライブイベント名「Mr.VIRUSOUL」に由来する。

- 2019年（令和1年）11月18日、佐藤将文が脱退を発表[3][4]。脱退前に予定されていたツアーがコロナ禍のため無期限延期になる中、ツアーファイナル公演の予定日であった2020年（令和2年）6月18日に脱退。

- 2024年（令和6年）、延期になっていたツアーの振替公演の開催と、佐藤将文の限定復帰を発表。延期前に予定されていた公演に加え、ヒューリックホール東京でのワンマンライブが佐藤を交えて行われた。

## メンバー

### 現メンバー
- 谷川正憲（たにがわ まさのり）
  - 生年月日：1982年11月14日（42歳）
  - 担当パート：ボーカル・ギター
  - 血液型：A型
  - U&DESIGNの綾部健司と結成したユニット「ジェームスアンドチャーリー」のメンバーとしても活動するほか、一部の楽曲・ライブでは竹内アンナのサポートも手がける。
  - 幼少期から歌を歌うのが好きで、中学生時代は毎日部屋で声が枯れるまで歌わないと気が済まないほどであった[5]。
  - 劇作家・演出家の加藤拓也と親交が深く、加藤の舞台ではたびたび劇伴を手掛けている[6]。
  - SNSやインタビュー記事等で身長155～156cmと自称している[注釈 1]。親しい長身のアーティストと共演した際には時には身長差をネタとした発言がされたり、身長差を強調した写真を公開されたりすることが多い[注釈 2]。

- 谷浩彰（たに ひろあき）
  - 生年月日：1982年6月25日（43歳）
  - 担当パート：ベース・コーラス
  - 血液型：A型
  - 中学生時代の先輩の影響でギターを始め、後にベースへ転向。
  - 2015年リリースのベストアルバム『10fold』のアーティスト写真以降、ハットとサングラスを着用したスタイリングがトレードマーク。
  - 2016年～2017年にWebメディア「Qetic」の企画で、代官山音楽院とのコラボレーションにより星形のベースを制作[7]。「ブラックスター」という愛称で現在も一部のライブで使用されている。
  - ライブの終わりに感想を述べた後、「ピース！」とピースサインを高く掲げて締めるのが恒例となっている。

- 吉田昇吾（よしだ しょうご）
  - 生年月日：1982年4月23日（43歳）
  - 担当パート：ドラム
  - 血液型：B型
  - ivory7 chordのメンバー、LEGO BIG MORLのサポートドラマーとしても活動。
  - 中学生時代の先輩の誘いによりドラムセットを購入し、ドラムを始める。
  - 独特のタッチのイラストを描くことから一部で「画伯」と呼ばれており、ライブグッズ等のデザインを手がけることもある。

### 旧メンバー
- 佐藤将文（さとう まさふみ）
  - 生年月日：1983年8月16日（41歳）
  - 担当パート：ギター・コーラス
  - 血液型：O型
  - 元CONSTRUCTION NINE。サポートメンバーとしての参加をきっかけにUNCHAINに加入。
  - bye-bye circusの薮内寛和と結成したユニット「sugar baby yab」のメンバーとしても活動するほか、一部の楽曲・ライブではFRONTIER BACKYARDのサポートも手がける。
  - 愛称は「シュガー」。なお、2011年にリリースされたKEYTALKのミニアルバム『SUGAR TITLE』は、レコーディング後の打ち上げに佐藤が参加したことから名付けられたタイトルである[8]。
  - 2013年リリースのアルバム『Orange』のアーティスト写真以降、蝶ネクタイを着用したスタイリングがトレードマーク。
  - ライブではジャムセッションに乗せてグッズの宣伝を行うのが恒例となっており、一部のライブDVDには「Sugar's insist」などのタイトルでその模様が収録されている。
  - UNCHAIN脱退後は島村楽器に社員として所属。島村楽器の公式YouTubeやギターレッスン動画配信サービス「ギターセンパイ」などに登場している。

## ディスコグラフィー

### メジャー
※2011年～2015年の自主レーベルで活動していた期間を含む。

#### 配信限定シングル
| 発売日        | タイトル                                                                       | レーベル                      | 備考 |
| ------------- | ------------------------------------------------------------------------------ | ----------------------------- | --- |
| 2011年12月1日 | Love & Groove Delivery vol.1 （Automatic / This Christmas）                    | Cloud Cuckoo Land/Hoshicreate | AmazonのMP3配信プラットフォームにて3ヶ月連続でカヴァー曲を洋楽・邦楽1曲ずつリリース。 本配信曲に新録のカヴァー曲を追加したものが後に『Love & Groove Delivery』としてCDリリースされた。 |
| 2012年1月15日 | Love & Groove Delivery vol.2 （SUPER GIRL / BEST OF MY LOVE）                  | Cloud Cuckoo Land/Hoshicreate | AmazonのMP3配信プラットフォームにて3ヶ月連続でカヴァー曲を洋楽・邦楽1曲ずつリリース。 本配信曲に新録のカヴァー曲を追加したものが後に『Love & Groove Delivery』としてCDリリースされた。 |
| 2012年2月19日 | Love & Groove Delivery vol.3 （丸の内サディスティック / What A Fool Believes） | Cloud Cuckoo Land/Hoshicreate | AmazonのMP3配信プラットフォームにて3ヶ月連続でカヴァー曲を洋楽・邦楽1曲ずつリリース。 本配信曲に新録のカヴァー曲を追加したものが後に『Love & Groove Delivery』としてCDリリースされた。 |
| 2012年4月25日 | 愛の未来-I saw The Light- Radio Edit                                           | Cloud Cuckoo Land/Hoshicreate | アルバム『Eat The Moon』収録のバージョンとはアウトロが異なる。 |
| 2019年4月2日  | Distant Neighbor                                                               | 日本クラウン                  | |
| 2023年5月10日 | Back In The Black                                                              | 自主レーベル                  | |
| 2023年5月10日 | Dan Dan Dance!!!                                                               | 自主レーベル                  | |
| 2023年11月1日 | Bloom                                                                          | 自主レーベル                  | |
| 2024年8月12日 | GINGILA                                                                        | 自主レーベル                  | |
| 2025年5月16日 | hikari                                                                         | 自主レーベル                  | |

#### ライブDVD
※いずれもライブ会場・公式オンラインストアでの限定販売となり、CDショップ等での一般流通はしていないため、発売日は割愛。

### 参加オムニバス
- PUNK ROCK CAMP!! NEXT2 （2004年11月24日）
  - 5. The age stream
  - 6. Light your shadow
- Rockers Galore （2005年4月8日）
  - 8. Don't miss it
- 箱庭ロック （2005年10月22日）
  - 2. The age stream
- PUNK ROCK CAMP!! EXTRA2 （2006年2月15日）
  - 7. He waits
  - 8. Say The Words
- NO MUSIC, NO LIFE. SONGS （2010年1月27日）
  - 5. Don't Stop The Music~NO MUSIC,NO LIFE.~ （「UNCHAIN×FRONTIER BACKYARD」名義）
- VANS COMPILATION LOUD SESSION!!!! VANS×BANDS （2010年6月2日）
  - 4. BLACK or WHITE?

## タイアップ一覧
| 使用年 | 曲名                 | タイアップ                                                                                    |
| ------ | -------------------- | --------------------------------------------------------------------------------------------- |
| 2008年 | make it glow         | MUSIC ON! TV『M-ON! AMUSEMENT JAM』1月度エンディングテーマ                                    |
| 2008年 | Let Me Be The One    | チバテレ『MUSIC-03』エンディングテーマ                                                        |
| 2008年 | Across The Sky       | テレビ東京系『JAPAN COUNTDOWN』2008年11月度オープニングテーマ                                 |
| 2009年 | Brighter Days        | 北海道テレビ『NO MATTER BOARD（'08-'09シーズン）』2009年1月度エンディングテーマ               |
| 2009年 | Farewell Blossom     | NHK-FM『ミュージック・スクエア』2009年2・3月度エンディングテーマ                              |
| 2010年 | The World Is Yours   | 北海道テレビ『NO MATTER BOARD（'09-'10シーズン）』2010年2月度エンディングテーマ               |
| 2017年 | The Sound Of Silence | テレビ神奈川『ミュートマ2』11月火曜日エンディングテーマ                                       |
| 2018年 | Libyan Glass         | テレビ東京『プレミアMelodiX!』9月度エンディングテーマ                                         |
| 2018年 | Libyan Glass         | DAISO コスメブランド「GENE TOKYO」CMソング                                                    |
| 2019年 | Distant Neighbor     | フジテレビ特別深夜ドラマ『不甲斐ないこの感性を愛してる』主題歌                                |
| 2021年 | Elephant Ship        | テレビ東京『プレミアMelodiX!』4月度エンディングテーマ リノベーション専門店「re:flat」CMソング |
| 2023年 | Dan Dan Dance!!!     | UNCHAIN × 幸野惇 コラボレーション フィットネスムービー                                        |
| 2023年 | Back In The Black    | アンプブランド「VICTORY Amps」タイアップソング                                                |
| 2023年 | Bloom                | 結婚式動画検索サイト「Real Weddings」CMソング                                                 |

### 楽曲以外のタイアップ

#### アートワーク
- 洋服の青山（2022年）

架空の会社をイメージしたカヴァーアルバム『Timeless Communications』にちなみ、アートワークでコラボレーション

#### 劇伴
- MBS毎日放送「滅相も無い」（2024年）

テレビドラマ内の背景の「美術」として本人役で出演

## ミュージックビデオ
| 監督       | 曲名 |
| 赤坂憲志   | 「ロビンソン」「能動的三分間」 |
| 池田剛     | 「Across The Sky」 |
| UGICHIN    | 「Brighter Days」 |
| 大久保拓朗 | 「Show Me Your Height (Live Ver.)」 |
| くぼめぐ   | 「The World Is Yours」 |
| 小嶋貴之   | 「太陽とイーリス」「Smile Again」 |
| 佐藤盟生   | 「He Is Waiting」「Show Me Your Height」 |
| 須永秀明   | 「Gravity」 |
| 壇慎一郎   | 「Virtual Insanity」 |
| ニイマコト | 「Precious」「make it glow」 |
| 野田智雄   | 「Let Me Be The One」 |
| 不明       | 「Inspire of life」「WE'VE GOT SOMETHING(ala & UNCHAIN)」「Never Too Late」「Super Collider」「stillness in the wind」「愛の未来-I Saw The Light-」「丸の内サディスティック」「MR.TAXI」「Don't Stop The Music (young soul version)」「Automatic」「SUPER GIRL」 |

## 主なライブ

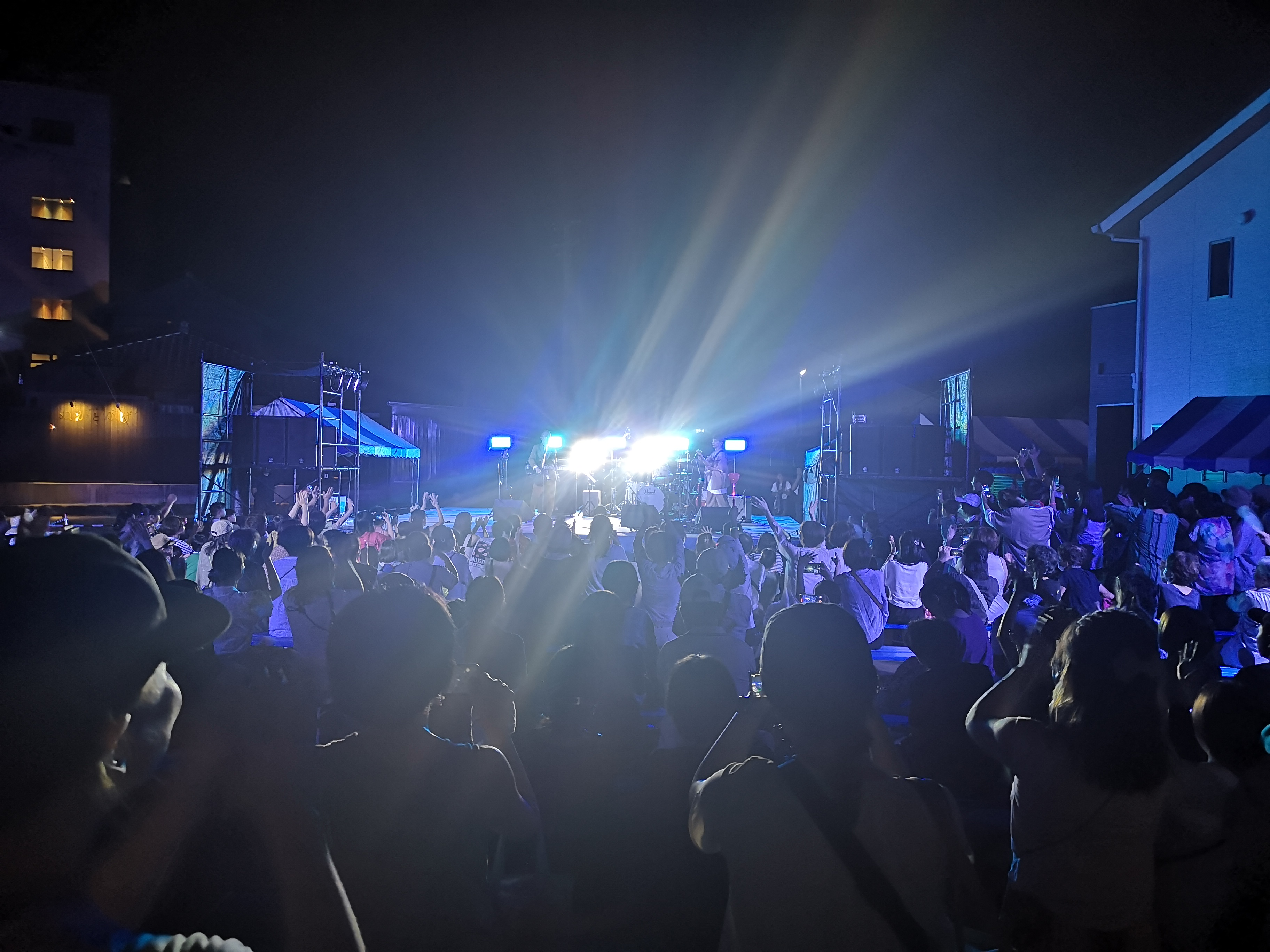
2023年8月11日 京丹後市「夜の市」ライブ会場

### ワンマンライブ・主催イベント
- 2007年〜2008年 - rejoice TOUR
- 2009年 - Spring Tour 2009 Music is the key
- 2010年 - UNCHAIN One-Man Show54songs/3days
w/新井裕樹/佐藤誠士/FRONTIER BACKYARD/LOW IQ 01/松田"CHABE"岳二
- 2010年 - UNCHAIN 3rd Album Release Tour "Hello, Young Souls!!"
- 2011年 - UNCHAIN Early Summer Tour 2011 〜Our Souls For Rockin'〜
- 2011年 - UNCHAIN 4th Album Release One-Man Tour "SOUNDOGS〜太陽に寄り添う者たち〜"
- 2012年 - UNCHAIN 5th Album Release Tour＜Eat The Moon Parade＞
w/鴉/JAWEYE/QUATTRO/AWAYOKUBA/KEYTALK/オレスカバンド/D.W.ニコルズ/odd/木下航志/Prague/ねごと/Schroeder-Headz/SuiseiNoboAz
- 2012年 - UNCHAIN presents Mr. VIRUSOUL
w/アルカラ
- 2012年 - UNCHAIN presents Get Acoustic Soul Tour 2012
- 2012年 - UNCHAIN presents Get Acoustic Soul Special "UNCHAIN × 東京キネマ倶楽部"
- 2013年 - UNCHAIN presents Mr. VIRUSOUL -2nd Operation-
- 2013年 - UNCHAIN 6th Album Release Tour "Orange Road"
- 2013年 - UNCHAIN presents Get Acoustic Soul Tour 2013
- 2014年 - 99 Songs/5 Days Tour 2014
- 2014年 - UNCHAINニューアルバム『N.E.W.S.』発売記念イベント 『SUNDAY NIGHT FEEVER IN SHIBUYA』
- 2014年09月04日 - UNCHAIN "N.E.W.S." Release Joint Tour Mr. VIRUSOUL 〜5th Operation〜
w/lego big morl
- 2014年09月15日〜20日 - "N.E.W.S." Release Joint Tour with "BRADIO" [〜Swipe Times tour 2014〜]
w/BRADIO/Digital Color Space/LOOF/Shiggy Jr./アカシアオルケスタ/ビレッジマンズストア/夜の本気ダンス/感覚ピエロ
- 2014年10月01日 - 八王子Match Vox 10th anniversary -09 presents UNCHAIN "N.E.W.S." Release Joint Tour & KEYTALKから先輩逆指名アザスギグ
- 2014年10月16日〜11月13日 - "N.E.W.S." Release One Man Tour〜7th News〜
- 2014年12月22日 - UNCHAIN presents 能動的 Cover Night
- 2014年12月23日〜27日 - UNCHAIN presents Get Acoustic Soul Tour 2014
- 2015年05月14日〜06月12日 - Love & Groove Delivery Tour 2015
w/木下航志
- 2015年07月21日 - UNCHAIN presents Mr. VIRUSOUL〜6th Operation〜
- 2015年09月16日 - UNCHAIN presents Mr. VIRUSOUL 〜7th Operation〜
- 2015年10月23日〜11月18日 - Debut 10th Anniversary "10fold"Tour 2015
- 2015年12月12日・21日 - UNCHAIN presents Get Acoustic Soul 2015

## 出演

### ラジオ
- UNCHAINED MUSIC （α-station、2007年1月 - 2008年3月）
- a little bit of music （FM NORTH WAVE、2007年5月 - 2008年4月）